# Силікат натрію
Силіка́т на́трію, ме́тасиліка́т на́трію — неорганічна сполука, натрієва сіль силікатної кислоти складу Na2SiO3. За звичайних умов є білою, аморфною речовиною, що плавиться без розкладання.

## Отримання
Основним методом синтезу метасилікату натрію є високотемпературне сплавлення кальцинованої соди Na2CO3 з піском або кварцом:
{\displaystyle \mathrm {SiO_{2}+Na_{2}CO_{3}{\xrightarrow {1100-1400^{o}C}}\ Na_{2}SiO_{3}+CO_{2}} }
Продукти реакції мають надзвичайно велику корозійну дію на стінки хімічного реактора і вимагають його періодичної заміни.
Іншим способом є взаємодія свіжоосадженого оксиду кремнію із точно розрахованою кількість гідроксиду натрію:
{\displaystyle \mathrm {SiO_{2}+2NaOH\longrightarrow Na_{2}SiO_{3}+H_{2}O} }

## Хімічні властивості
Силікат натрію утворений аніоном дуже слабкої силікатної кислоти, він гідролізується у холодній воді, надаючи розчинові сильнолужну реакцію. В ході процесу утворюються складніші іони Si2O52-, H2SiO42-, H4SiO72-.
При взаємодії з гарячою водою з розчину випадає колоїдний осад — гідрозоль SiO2·nH2O:
{\displaystyle \mathrm {Na_{2}SiO_{3}+(n{+}1)H_{2}O{\xrightarrow {t}}\ 2NaOH+SiO_{2}{\cdot }nH_{2}O\downarrow } }
Аналогічно виділяється з розчину силікатна кислота внаслідок реакції із кислотами:
{\displaystyle \mathrm {Na_{2}SiO_{3}+2HCl\longrightarrow 2NaCl+SiO_{2}{\cdot }H_{2}O} }
При взаємодії з концентрованими лугами утворюється ортосилікат натрію:
{\displaystyle \mathrm {Na_{2}SiO_{3}+2NaOH\longrightarrow Na_{4}SiO_{4}+H_{2}O} }
Вуглекислий газ здатен заміщати оксид кремнію у силікат-аніоні:
{\displaystyle \mathrm {Na_{2}SiO_{3}+CO_{2}\longrightarrow Na_{2}CO_{3}+SiO_{2}{\downarrow }} }

## Застосування
Силікат натрію є переважно компонентом, аніж реактантом. Маючи сильнолужну реакцію, основна його частина застосовується у виготовленні мила й детергентів.
У харчовій промисловості метасилікат використовується як антиспікаючий агент і зареєстрований у системі харчових добавок за номером E550.